# كوني ميرفي
كوني ميرفي (بالإنجليزية: Connie Murphy)‏ هو لاعب كرة قاعدة أمريكي، ولد في 1 نوفمبر 1870 في نورثفيلد في الولايات المتحدة، وتوفي في 14 ديسمبر 1945 في نيو بدفورد في الولايات المتحدة.

## وصلات خارجية
- كوني ميرفي على موقعبيزبول رفرنس.كوم (الدوري الرئيسي) (الإنجليزية)
- كوني ميرفي على موقعبيزبول رفرنس.كوم (الدوري الثانوي) (الإنجليزية)